# Betijoque (Venezuela)
Pour les articles homonymes, voir Betijoque.
Betijoque est une ville de l'État de Trujillo au Venezuela, capitale de la paroisse civile de Betijoque et chef-lieu de la municipalité de Rafael Rangel.